# Maria da Fé (Minas Gerais)
Maria da Fé est une municipalité brésilienne de l'État du Minas Gerais et la Microrégion d'Itajubá.